# Campionato mondiale di hockey su ghiaccio 1958
Il 25º Campionato mondiale di hockey su ghiaccio, valido anche come 36º campionato europeo di hockey su ghiaccio, si tenne nel periodo fra il 28 febbraio e il 9 marzo 1958 nella città di Oslo, capitale della Norvegia, sei anni dopo la rassegna olimpica del 1952. Tutte le partite si svolsero all'interno della Jordal Amfi Arena.
Al via si presentarono otto squadre, con il ritorno dopo il boicottaggio dell'anno precedente degli Stati Uniti e del Canada. Prima dell'inizio del torneo vi furono alcune difficoltà organizzative, dovute ai numerosi ritiri di diverse nazionali europee, fra le quali quelle della Svizzera e la Germania Est, già iscritte al Campionato mondiale.
Il torneo si disputò in un unico girone all'italiana e fu il Canada, rappresentato dalla squadra dei Whitby Dunlops, a portare a casa il diciassettesimo titolo mondiale a tre anni dal precedente. Al secondo posto giunse ancora l'Unione Sovietica, mentre sul terzo gradino del podio si posizionò la Svezia, campione uscente. Per quest'anno non si disputò il mondiale di Gruppo B.

## Girone finale
| Oslo 28 febbraio 1958, ore 14:00 | Cecoslovacchia | 5 – 1 (2-0; 2-0; 1-0) | Finlandia | Jordal Amfi Arena |

| Oslo 28 febbraio 1958, ore 17:30 | Norvegia | 0 – 9 (0-0; 0-5; 0-4) | Svezia | Jordal Amfi Arena |

| Oslo 28 febbraio 1958, ore 21:00 | Stati Uniti | 12 – 4 (4-2; 2-0; 6-2) | Polonia | Jordal Amfi Arena |

| Oslo 1º marzo 1958, ore 14:00 | Canada | 14 – 1 (8-1; 1-0; 5-0) | Polonia | Jordal Amfi Arena |

| Oslo 1º marzo 1958, ore 17:30 | Svezia | 5 – 2 (0-1; 2-0; 3-1) | Finlandia | Jordal Amfi Arena |

| Oslo 1º marzo 1958, ore 21:00 | Norvegia | 2 – 10 (0-1; 1-5; 1-4) | Unione Sovietica | Jordal Amfi Arena |

| Oslo 2 marzo 1958, ore 17:30 | Unione Sovietica | 10 – 0 (5-0; 1-0; 4-0) | Finlandia | Jordal Amfi Arena |

| Oslo 2 marzo 1958, ore 20:00 | Norvegia | 0 – 12 (0-4; 0-6; 0-2) | Canada | Jordal Amfi Arena |

| Oslo 3 marzo 1958, ore 14:00 | Cecoslovacchia | 7 – 1 (4-0; 2-0; 1-1) | Polonia | Jordal Amfi Arena |

| Oslo 3 marzo 1958, ore 17:30 | Canada | 24 – 0 (7-0; 7-0; 10-0) | Finlandia | Jordal Amfi Arena |

| Oslo 3 marzo 1958, ore 21:00 | Norvegia | 1 – 6 (1-1; 0-2; 0-3) | Stati Uniti | Jordal Amfi Arena |

| Oslo 4 marzo 1958, ore 17:30 | Svezia | 8 – 3 (3-2; 1-0; 4-1) | Stati Uniti | Jordal Amfi Arena |

| Oslo 4 marzo 1958, ore 21:00 | Cecoslovacchia | 4 – 4 (1-3; 2-0; 1-1) | Unione Sovietica | Jordal Amfi Arena |

| Oslo 5 marzo 1958, ore 19:00 | Finlandia | 2 – 2 (0-1; 0-1; 2-0) | Polonia | Jordal Amfi Arena |

| Oslo 6 marzo 1958, ore 10:00 | Unione Sovietica | 10 – 1 (3-0; 5-1; 2-0) | Polonia | Jordal Amfi Arena |

| Oslo 6 marzo 1958, ore 14:00 | Norvegia | 1 – 2 (0-0; 1-0; 0-2) | Finlandia | Jordal Amfi Arena |

| Oslo 6 marzo 1958, ore 17:30 | Canada | 10 – 2 (6-0; 1-1; 3-1) | Svezia | Jordal Amfi Arena |

| Oslo 6 marzo 1958, ore 21:00 | Cecoslovacchia | 2 – 2 (1-0; 1-1; 0-1) | Stati Uniti | Jordal Amfi Arena |

| Oslo 7 marzo 1958, ore 14:00 | Svezia | 12 – 2 (2-1; 6-1; 4-0) | Polonia | Jordal Amfi Arena |

| Oslo 7 marzo 1958, ore 17:30 | Cecoslovacchia | 0 – 6 (0-2; 0-0; 0-4) | Canada | Jordal Amfi Arena |

| Oslo 7 marzo 1958, ore 21:00 | Unione Sovietica | 4 – 1 (1-0; 2-0; 1-1) | Stati Uniti | Jordal Amfi Arena |

| Oslo 8 marzo 1958, ore 14:00 | Canada | 12 – 1 (4-0; 2-0; 6-1) | Stati Uniti | Jordal Amfi Arena |

| Oslo 8 marzo 1958, ore 17:30 | Unione Sovietica | 4 – 3 (1-0; 2-2; 1-1) | Svezia | Jordal Amfi Arena |

| Oslo 8 marzo 1958, ore 21:00 | Cecoslovacchia | 2 – 0 (1-0; 1-0; 0-0) | Norvegia | Jordal Amfi Arena |

| Oslo 9 marzo 1958, ore 9:00 | Stati Uniti | 4 – 2 (2-0; 1-1; 1-1) | Finlandia | Jordal Amfi Arena |

| Oslo 9 marzo 1958, ore 12:30 | Norvegia | 8 – 3 (1-1; 3-2; 4-0) | Polonia | Jordal Amfi Arena |

| Oslo 9 marzo 1958, ore 15:30 | Cecoslovacchia | 1 – 7 (1-2; 0-3; 0-2) | Svezia | Jordal Amfi Arena |

| Oslo 9 marzo 1958, ore 19:00 | Canada | 4 – 2 (0-1; 1-0; 3-1) | Unione Sovietica | Jordal Amfi Arena |

| Pos. |                  | PG | V | N | P | GF | GS | DR  | Pt |
| 1.   | Canada           | 7  | 7 | 0 | 0 | 82 | 6  | +76 | 14 |
| 2.   | Unione Sovietica | 7  | 5 | 1 | 1 | 44 | 15 | +29 | 11 |
| 3.   | Svezia           | 7  | 5 | 0 | 2 | 46 | 22 | +24 | 10 |
| 4.   | Cecoslovacchia   | 7  | 3 | 2 | 2 | 21 | 21 | 0   | 8  |
| 5.   | Stati Uniti      | 7  | 3 | 1 | 3 | 29 | 33 | -4  | 7  |
| 6.   | Finlandia        | 7  | 1 | 1 | 5 | 9  | 51 | -42 | 3  |
| 7.   | Norvegia         | 7  | 1 | 0 | 6 | 12 | 44 | -32 | 2  |
| 8.   | Polonia          | 7  | 0 | 1 | 6 | 14 | 65 | -51 | 1  |

## Graduatoria finale
| Pos | Squadra          |
| --- | ---------------- |
|     | Canada           |
|     | Unione Sovietica |
|     | Svezia           |
| 4   | Cecoslovacchia   |
| 5   | Stati Uniti      |
| 6   | Finlandia        |
| 7   | Norvegia         |
| 8   | Polonia          |

| Campione del mondo di hockey su ghiaccio 1958 |
| Canada 17º titolo                             |

| Pos | Squadra          | Formazione |
| --- | ---------------- | --- |
|     | Canada           | Roy Edwards, John Henderson, Alf Treen, Harry Sinden, Ted O'Connor, Jean-Paul Lamirande, Sidney Smith, Conrad Broden, John McKenzie, Robert Attersley, Bus Gagnon, Tom O'Connor, Gordon Myles, Sandy Air, Charles Burns, George Samolenko, George Gosselin                                                  |
|     | Unione Sovietica | Nikolaj Pučkov, Jevgenij Jerkin, Nikolaj Sologubov, Ivan Tregubov, Henrich Sidorenko, Dimitrij Ukolov, Al'fred Kučevskij, Juri Pantjuchov, Alexej Guryšev, Nikolaj Chlystov, Konstantin Loktěv, Venjamin Aleksandrov, Aleksandr Čerepanov, Jurij Krylov, Jurij Kopilov, Vladimir Elisarov, Valentin Bistrov |
|     | Svezia           | Thord Flodqvist, Rune Gudmundsson, Lars Björn, Gert Blomé, Vilgot Larsson, Roland Stoltz, Hans Svedberg, Sigurd Bröms, Karl-Sören Hedlund, Erling Lindström, Lars-Eric Lundvall, Nils Nilsson, Ronald Pettersson, Sven Tumba Johansson, Gösta Westerlund, Carl-Göran Öberg, Hans Öberg                      |

### Riconoscimenti
Riconoscimenti individuali
| Premio             | Giocatore         |
| ------------------ | ----------------- |
| Miglior portiere   | Vladimír Nadrchal |
| Miglior difensore  | Ivan Tregubov     |
| Miglior attaccante | Charles Burns     |

## Campionato europeo
Il torneo fu valido anche per il 36º campionato europeo e venne utilizzata la graduatoria finale del campionato mondiale per determinare le posizioni del torneo continentale; la vittoria andò per la quarta volta all'Unione Sovietica, giunta seconda al mondiale.
| Pos | Squadra          |
| --- | ---------------- |
|     | Unione Sovietica |
|     | Svezia           |
|     | Cecoslovacchia   |
| 4   | Finlandia        |
| 5   | Norvegia         |
| 6   | Polonia          |